# 日本の商標制度
本項目では、日本の商標制度（にっぽんのしょうひょうせいど）について説明する。日本では、商標法と不正競争防止法の2つの法律で、商標の保護を図っている。

## 商標法による保護

### 定義
日本では、商標法が「商標」「商標権」を定めている。商標法における商標の定義は以下のとおりである。

人の知覚によつて認識することができるもののうち、文字、図形、記号、立体的形状若しくは色彩又はこれらの結合、音その他政令で定めるものであって、業として商品を生産し、証明し若しくは譲渡する者がその商品について使用するもの、又は業として役務を提供し若しくは証明する者がその役務について使用するもの

商標法 第2条抄

すなわち、人の知覚によって認識することができるもののうち、
- 文字 → 商品やサービスの名称（文字列、フォントの種類やスタイルといった書式は問わない）
- 図形 → 商品やサービスを絵で表したもの
- 記号 → 社標など（企業のロゴ、作品名のタイトルロゴなど）
- 立体的形状 → 容器の形状など
- 色彩 → 2色以上の組み合わせによる、企業のイメージカラーなど
- 音（企業のCMで用いられる、サウンドロゴなど）

であって、物（商品）や生産・販売したり、サービス（役務）を提供する事業者が、それを識別するために用いるもの、となる。文字、図形、記号、立体的形状、色彩は組み合わせることができる。なお、政令委任規定が追加された平成27年4月時点で政令で定められているものはない。これは、将来保護ニーズが高まったものについて法律を改正することなく登録を認めることができるよう措置したものである。
2014年、特許法等の一部を改正する法律（平成26年5月14日法律第36号）により商標法が改正され

- 1 動き商標 文字や図形等が時間の経過に伴って変化する商標（例えば、テレビやコンピューター画面等に映し出される変化する文字や図形など）
- 2 ホログラム商標 文字や図形等がホログラフィーその他の方法により変化する商標（見る角度によって変化して見える文字や図形など）
- 3 色彩のみからなる商標 単色又は複数の色彩の組合せのみからなる商標（これまでの図形等と色彩が結合したものではない商標）（例えば、商品の包装紙や広告用の看板に使用される色彩など）
- 4 音商標 音楽、音声、自然音等からなる商標であり、聴覚で認識される商標（例えば、CMなどに使われるサウンドロゴやパソコンの起動音など）
- 5 位置商標 文字や図形等の標章を商品等に付す位置が特定される商標

の５つが「新しいタイプの商標」として定義され、審査開始が発表された。また、実際にセブン-イレブンの3色のコーポレートカラーが色彩商標の第一号として登録された。

### 商標権の効力
商標権は、設定の登録により発生する（18条1項、登録までの手続は後述）。商標権は1以上の商品または役務（以下、単に商品という）を指定して登録される。これを「指定商品」または「指定役務」とよぶ。

#### 専用権と禁止権
商標権の効力は専用権と禁止権に分けられ、それぞれ以下の範囲の効力をもつ（「専用権」と「禁止権」の文言は商標法の文面に用いられていないことに注意）。
専用権
商標権者（専用使用権でそう設定したときの、専用使用権者を含む）は、指定商品又は指定役務について登録商標を使用する権利を専有する（25条）。
禁止権
指定商品について登録商標に類似する商標を使用すること、指定商品に類似する商品について登録商標または登録商標に類似する商標を使用する行為（37条1号）などは商標権又は専用使用権を侵害するとみなされ（37条）、商標権者又は専用使用権者は、侵害の停止又は予防を請求することができ、侵害の行為を組成した物の廃棄、侵害の行為に供した設備の除却その他の侵害の予防に必要な行為を、請求することができる（36条）。
それぞれ下記のように整理することが出来る。
|            | 商品・役務が同一 | 商品・役務が類似 | 商品・役務が非類似 |
| ---------- | ---------------- | ---------------- | ------------------ |
| 同一商標   | 専用権           | 禁止権           | ×                  |
| 類似商標   | 禁止権           | 禁止権           | ×                  |
| 非類似商標 | ×                | ×                | ×                  |

#### 商標権の効力が及ばない商標
26条には、その商品の普通名称など、商標権の効力が及ばない商標（他の商標の一部となつているものを含む。）が規定されている。これに該当する場合には、商標権の効力が及ばない。普通名称などは特定人に使用を独占させることが好ましくないと考えられるからである。たとえば、「アスカレーター」が商標登録されていても、それに類似する「エスカレーター」が普通名称である場合は「アスカレーター」に係る権利の効力は、「エスカレーター」の使用行為には及ばない（26条1項2号）。
また、商品や広告に対して他者の商標を形式的に表示していても、商品やサービスが何人（例えば権利者）であるかの業務に係るものであると認識するような態様ではない（商標的使用ではない）場合は、商標権の効力が及ばない（第26条1項6号）。例えば、商標的に使用されていない、題名、キャッチフレーズ、説明文、小説や漫画中の会話、デザイン等の形式的な使用(商標的使用ではないと認められる限り)は商標権侵害とはならない。

#### 先使用権
他者が登録した商標について、その商標を出願以前から使用していた者は、継続してその商品についてその商標の使用をする場合は、その商品について当該商標を引き続き使用する権利を有する（32条）。ただし、先使用権が認められるためには、単にその商標を出願前から使用していただけでは足りず、その商標を使用していたことが出願の時点で需要者の間に広く認識されていた（周知）ことが必要である。

#### 存続期間
商標権の存続期間は設定登録日から10年間であるが（19条1項）、商標権者の更新登録の申請により更新することができる（同条2項）とされている。更新には回数の制限がないため、更新を繰り返すことで、理論上永久に権利を存続させることもできる。特許権、意匠権、著作権のような他の知的財産権と異なり、商標権が永続できるのは、権利者が名称を継続して使用する限りにおいては、名称の価値（商品のブランド価値）は時が経っても陳腐化することがないと考えられるからである。一方、商標権の存続期間を10年とし、必要な場合に何回でも更新することができることとしたのは、何らの制限なしに商標権が永久に存続できるようになると、権利者が業務の廃止（倒産）などの理由により、商標権を存続できなくなった場合、商標が時代の推移とともに反公益的な性格を帯びるようになった場合、長期間にわたって使用されていない大量の登録商標が存在し続けることによって商標制度本来の趣旨を逸脱するような事態となる場合等に不当な結果を招くこととなるからである。

### 商標登録の手続
商標登録は、次のような流れになる。
1. 特許庁長官に願書を提出する（5条）。
2. 特許庁長官による方式審査（書面の不備の審査）が行われる。書面に不備がある場合には特許庁長官は、補完すべしと命じなければならない（5条の2第2項）。
3. 特許庁審査官による実体審査により、登録要件（後述）を満たしているかが審査される（14条）。
4. 実体審査により、拒絶の理由が発見された場合には「拒絶理由通知書」が、特許庁から送達される（15条の2）。出願人は「手続補正書」を提出して出願の内容を補正することによって拒絶理由を解消したり、指定期間内に「意見書」を提出して審査官の認定に反論することができる。例えば4条1項11号違反の拒絶の理由の場合には、重複する指定商品又は指定役務を減縮補正をする手続補正書を提出する。
5. 拒絶の理由が発見されない場合（もしくは、「拒絶の理由」が解消した場合）には登録査定が行われ（16条）、査定の謄本が出願人に送達される（17条によって準用される特許法52条2項）。
6. 登録査定の謄本が送達された場合は、その送達の日から所定の法定期間（30日）内に10年分の登録料（もしくは半期分の「分割納付」）を納付することにより、設定の登録がされ（18条2項）、商標権が発生する（18条1項）。
7. 商標権の設定の登録があったときは、その内容のうち法が掲げる事項が、特許庁が発行する商標公報に掲載される（18条3項）。
8. 審査で、「意見書/手続補正書」等を提出しても、拒絶の理由が解消しない場合には、拒絶の理由が送達された日から40日を目途として、行政処分である拒絶査定が行われる（15条）。拒絶査定に不服がある場合には、拒絶査定の謄本が出願人に送達されてから3月以内に、特許庁長官に対し「拒絶査定不服審判」を請求することができる（44条）。
9. 拒絶査定不服審判の請求に対して、特許庁審判官の合議体は審理を行い、審判成立（請求認容）または審判不成立（請求棄却）の審決を行い、審判請求人（出願人）に審決謄本を送達する（56条によって準用される特許法157条）。
10. 前記の審決に不服のある場合は、その審決の謄本が送達された日から30日以内に東京高等裁判所（知的財産高等裁判所）に審決取消の訴を起こすことができる（63条2項によって準用される特許法178条3項）。

### 商標登録の要件
要件のうち、主なものを挙げる。
使用の意思があること（3条1項柱書）
商標登録を受けることができる商標は、現在使用をしているもの又は近い将来使用をするものとされる（3条1項柱書）。
指定商品として広い範囲にわたる商品を指定すると、出願人が実際にそれらの商品に商標を使用することについて疑義があると判断され、本条を適用した拒絶理由通知が発せられる。
自他商品等識別能力を有すること（3条1項各号）
自他商品等識別能力を有さない商標は商標としての機能を発揮し得ないから、登録を受けることができない。自他商品等識別能力を有さない例として、その商品等の普通名称を普通に用いられる方法で表示する標章のみからなる商標（3条1項1号。例えば指定商品「りんご」に対して商標「アップル」）、その商品等について慣用されている商標（3条1項2号。審査基準によれば、指定商品「清酒」に対して商標「正宗」など）、商品の産地、品質等を普通に用いられる方法で表示する標章のみからなる商標（3条1項3号。例えば指定商品「りんご」に対して商標「青森」）、ありふれた氏又は名称を普通に用いられる方法で表示する標章のみからなる商標（3条1項4号。例えば「田中」「タナカ商店」など）などが挙げられている。ただし、形式的に自他商品等識別力を有さないと考えられる名称であっても、実際に使用した結果、識別力を具備するに至った場合には商標登録を受けることができる（3条2項。実例としてジョージア事件がある）。
4条1項各号に該当しないこと
4条1項1号から19号に商標登録を受けることができない条件が列挙されている。このうち、実際に適用されることが多いと思われるものをいくつか挙げる。
- 公序良俗違反（4条1項7号） - 登録に適さないが他の条文で対応できない場合に用いられることがある。実例としてイナバウアー。
- 他人の広く知られた名称と同一または類似の名称（4条1項10号）
- 他人の先願登録商標と同一または類似の商標（4条1項11号）
- 他人の業務に係る商品等を混同を生ずるおそれのある名称（4条1項15号）
- 商品等の品質の誤認を生じるおそれのある名称（4条1項16号）
- 他人の業務に係る著名な名称と同一、または類似の名称であって、不正の目的で使用するもの（4条1項19号）

一商標一出願（6条1項）
一つの商標ごとに一つの出願としなければならない。ただし、一商標登録出願において複数の商品等を指定することはできる。
商品等の区分に従うこと（6条2項）
指定商品等は施行規則の別表で定められた区分に従って記載しなければならない。例えば化学品は第1類、食肉は第29類などと定められており、食肉を指定商品とする場合には「第29類食肉」と記載する。誤った分類を記載した場合（例えば「第1類食肉」と記載した場合）には拒絶理由となり、商品のみが記載され、分類を記載しなかった場合は補正指令の対象となる。

### 商標登録の取消しおよび無効
所定の理由がある場合には商標登録が取り消されたり無効とされたりすることがある。取消しまたは無効にする主な手段は以下のとおりである。
異議の申立て
商標登録後も、商標掲載公報の発行の日から2月以内であれば、何人も特許庁長官に対して異議の申立てを行うことができる（43条の2）。異議申立てがあった場合、3人または5人の審判官による審理が行われ、43条の2第1号および2号に定められた取消理由があると判断された場合には、登録は取り消され、権利（専用使用権、通常使用権を含む）は初めからなかったものとされる（取消しの遡及効、43条の3第3項）。
無効審判
3条や4条などの規定に違反した商標が誤って商標登録された場合や、商標登録後に無効理由が生じた場合には、利害関係人は商標登録を無効にすることを請求できる（無効審判、46条）。一定の私益的な無効理由については、5年の除斥期間が設けられており、除斥期間経過後は無効審判の請求ができない（47条）。これは、登録後一定期間経過するとその商標に信用が化体するため、無効にする利益よりもすでに生じている信用を優先させたものである。なお、公益的な無効理由については、信用を優先させることは適当ではないため、除斥期間は設けられていない。
不使用取消審判
法は、名称に化体された信用を保護するために権利者に専用権および禁止権を認めているのであり、実際に使用されない名称には信用が化体しないから、使用されていない名称に保護を与え続ける必要はない。そこで、継続して3年以上日本国内で指定商品等について登録商標が使用されていない場合には、何人も登録商標の取消しを請求することができる（不使用取消審判、50条1項）。これに対し、商標権者（又は使用権者のいずれか）が使用していたことを立証できない場合には、商標権は審判の請求の登録の日に遡って消滅する（50条2項、54条2項）。なお、不使用取消審判の請求がされることを知ってから、取消しを免れるために駆け込み的に使用を始めても、取消しを免れることはできない（50条3項）。
商標権者による不正使用取消審判
商標権者が禁止権の範囲内で、品質の誤認や出所の混同を招くような不正な方法で登録商標または登録商標に類似する商標を使用した場合には、何人も、その商標登録を取り消すことについて審判を請求することができる（51条1項）。取消しとなった場合には、商標権は取消審決が確定したときに消滅する（54条1項）。
使用権者による不正使用取消審判
専用使用権者または通常使用権者が禁止権の範囲内で、品質の誤認や出所の混同を招くような不正な方法で登録商標または登録商標に類似する商標を使用した場合には、何人も、当該商標登録を取り消すことについて審判を請求することができる。ただし、当該商標権者がその事実を知らなかった場合において、相当の注意をしていたときを除く（使用権者による不正使用取消審判、53条）。取消しとなった場合には、商標権は取消審決が確定したときに消滅する（54条1項）。

### 地域団体商標（平成17年度改正）
「地域の名称」と「商品（役務）の名称」のみ等からなる名称について、その名称が使用された結果、一定の範囲で周知となった場合には、事業協同組合、農業協同組合、商工会等を権利主体として権利を取得することができる。
1. 資格を有する者は、事業協同組合、農業協同組合等の特別の法律により設立された組合（法人）であり、その法律において、構成員資格者の加入の自由が担保されているもの、商工会、NPO法人等。
2. 登録を受けることができる地域団体商標は、使用されたことにより、全国的に広く知られているとまでいえなくとも、例えば、隣接都道府県に及ぶ程度に広く知られていなければならない。
3. 商品の品質（役務の質）の誤認を生じさせるような不適切な方法で名称を使用した場合には、取消審判の対象となる。

## 商標の登録と用語
- 商標（TMマーク）:商標登録の有無によらず商標を指す（定義の項で前述　2条1項）。
- 登録商標（®（丸R）、(R)、→登録商標マーク）: 商標登録を受けている商標（2条5項）。
- 商標登録: 商標権の設定の商標原簿への登録手続き。登録されると商標権が発生する。（登録商標でない商標の保護は不正競争防止法による）
- 商標登録表示: 商標権者・使用権者が登録商標を付するときに、その商標に付するよう努めなければならない、その商標が登録商標である旨の表示（73条）。 - 商標登録表示は、「登録商標」の文字及びその登録番号又は国際登録の番号とする（商標法施行規則17条）。

## 不正競争防止法による保護
商標権における専用権・禁止権は、登録商品・登録役務またはそれらに類似するものに対して効力がある。
しかし、商標が需要者の間に広く認識されている周知のものや、需要者以外にも全国的に広く知られている著名なものについては、不正競争防止法により保護される（それぞれ不正競争防止法2条1項1号と2号）。商標の登録の有無を問わず、他者による商品名や店名、商品形状等（商品等表示）の商標的な使用が対象となるため、保護範囲が広い。